# ینوتایفکا

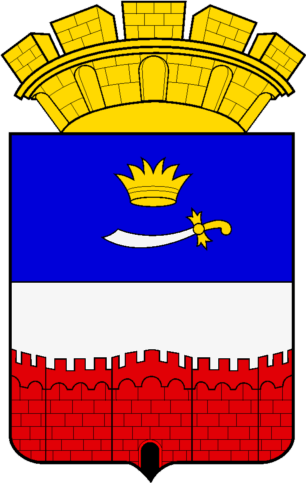
نشان سلوی ینوتائوکا، استان آستاراخان، فدراسیون روسیه

ینوتایفکا (روسی: Енотаевка) یک منطقهٔ مسکونی در روسیه است که در استان آستراخان واقع شده‌است.